# El RUIDO es el Mensaje
El RUIDO es el Mensaje es un programa de radio especializado en radioarte, música experimental y arte sonoro, originario de Córdoba, Argentina, creado y producido por Franco Falistoco. El proyecto comenzó en el año 2010, aunque se oficializa en 2011. Su emisión es semanal y comenzó a transmitirse por Radio Universidad Rosario. Hasta 2024, se emitió regularmente en Radio Tsonami, RADIOLIBRE de Colombia, radioarte.it en Italia; Radio Carbono (La Pampa, Argentina), Eterogenia Radio, Play FM, FM La Tribu y también por plataformas culturales como MUSEXPLAT (Música Experimental Latinoamericana) y vía streaming. Actualmente, concentra todo su archivo en el proyecto MINERVA Radio, como Obra en formato de radio. 

## Historia
Franco Falistoco, creador del proyecto, comenzó a interesarse en la radio en 1989, cuando por primera vez entró a un establecimiento de radio, en Marcos Juárez. Decidió trabajar el medio desde una perspectiva poco convencional y ajena a la hegemonía de la radio comercial. Quería comunicar a través de un montaje y producción no lineal.
En 2010, Franco Falistoco trabajaba para el diario El Ciudadano, en la ciudad de Rosario en provincia de  Santa Fe, en la sección de Arte y Espectáculos en Internet, y es ahí cuando surgió la idea de crear un programa de radio propio. En 2011 surge oficialmente EL RUIDO es el Mensaje, transmitido los domingos por la radio de la Universidad Nacional de Rosario, emitido en la 103.3 FM,en primera instancia bajo el nombre Fluxus.
En 2012, el programa cambia de nombre a Imagen Sonora, y desde 2013 fue llamado El RUIDO es el Mensaje. Los cambios de nombres correspondían a etapas que atravesaba el proyecto en relación con un propósito pedagógico. Entre 2012 y 2013, Julieta Rigali participó en la coproducción del programaademás de idear las curriculas de los talleres que se promovían desde el espacio, los cuales se impartían en el Laboratorio Sonoro de la Escuela de Comunicación Social, en la Universidad Nacional de Rosario.

## Contenido
Los elementos esenciales del programa, son los elementos del lenguaje radiofónico: la voz, la palabra, la música, los efectos sonoros, y también el silencio, que para Franco Falistoco sería el elemento principal.Sin embargo, usa sobre todo el ruido como elemento fundamental del lenguaje sonoro.El ruido tiene una importancia política y social para el programa: «(…) la importancia del ruido como materia sonora tiene que ver un poco en cómo nos enfrentamos a las cosas, cómo nos situamos frente a la realidad».
Otro aspecto importante para el programa fue una agenda que tomara en cuenta la perspectiva de género con respecto a las obras y artistas que se transmitieran.En algunas entrevistas recientes, conversaron con Elisabeth Zimmermann, Alexandra Spence, Ana Mora, Isabel de Sebastián, Esther Ferrer, Cecilia Vicuña, María Chávez, Marina Rosenfeld, Evelyn Glennie, Victoria Shen, Cathy Lane, Susan Campos Fonseca, Ana María Romano Gómez, Sol Rezza, Hildegard Westerkamp, Gudrun Gut, Amanda Gutiérrez, Montserrat Palacios Prado, Griselda Sánchez Miguel (Lluvia Obsidiana) y la lista sigue.
El RUIDO es el Mensaje ha presentado a distintos artistas sonoros, y obras originales, como La calma tropical (2020) de Gerardo Figueroa Rodríguez, de Chile.

Desde 2022, Gerardo Figueroa Rodríguez comparte la producción y edición de las entrevistas junto a la elaboración y corrección de textos que se publican en el sitio web. 

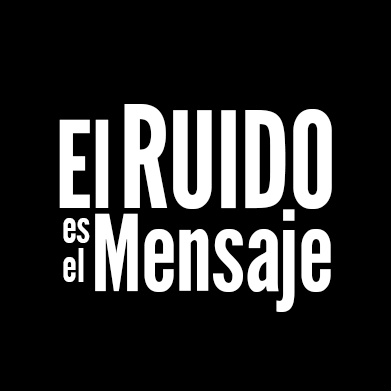
Isologo 2013
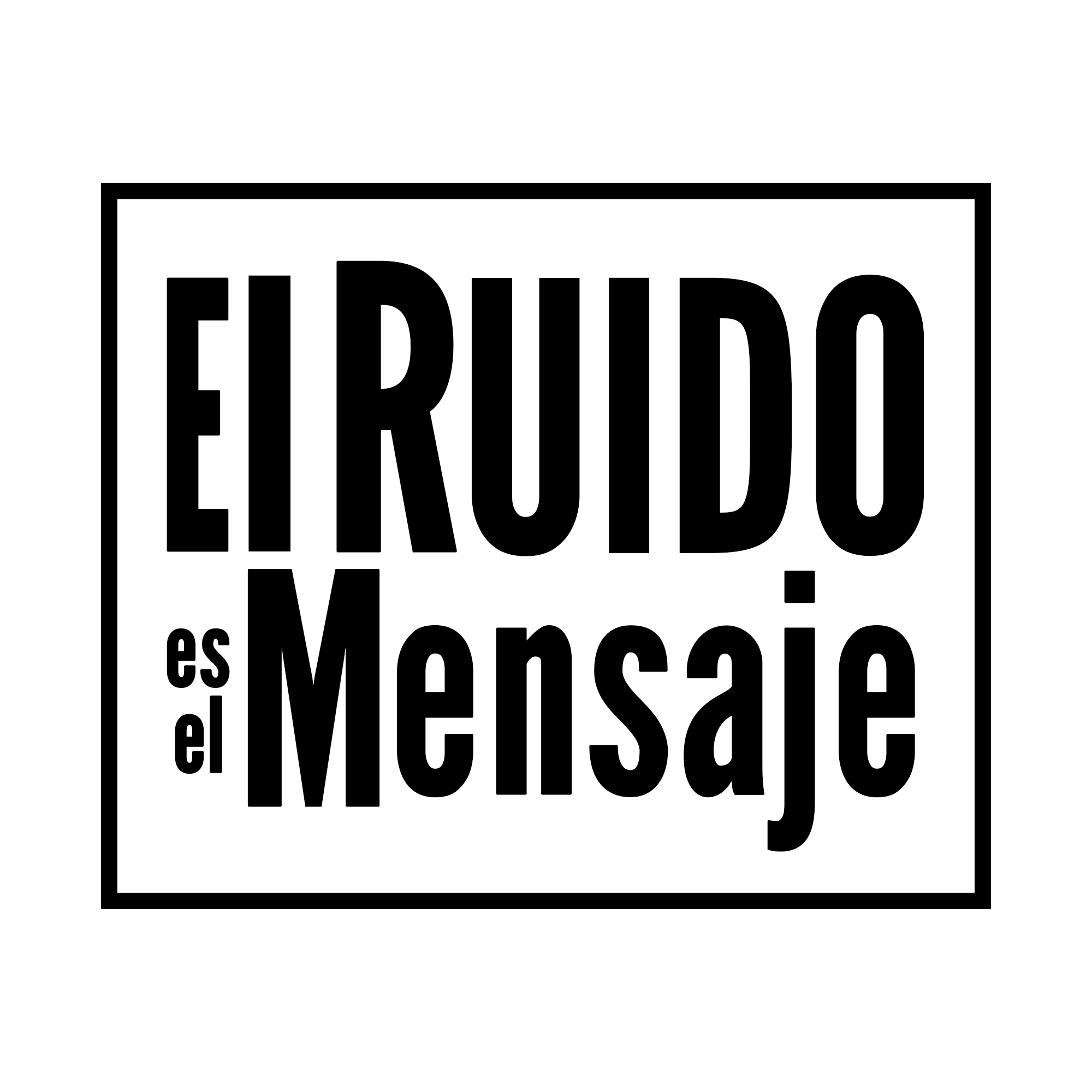
Isologo 2020
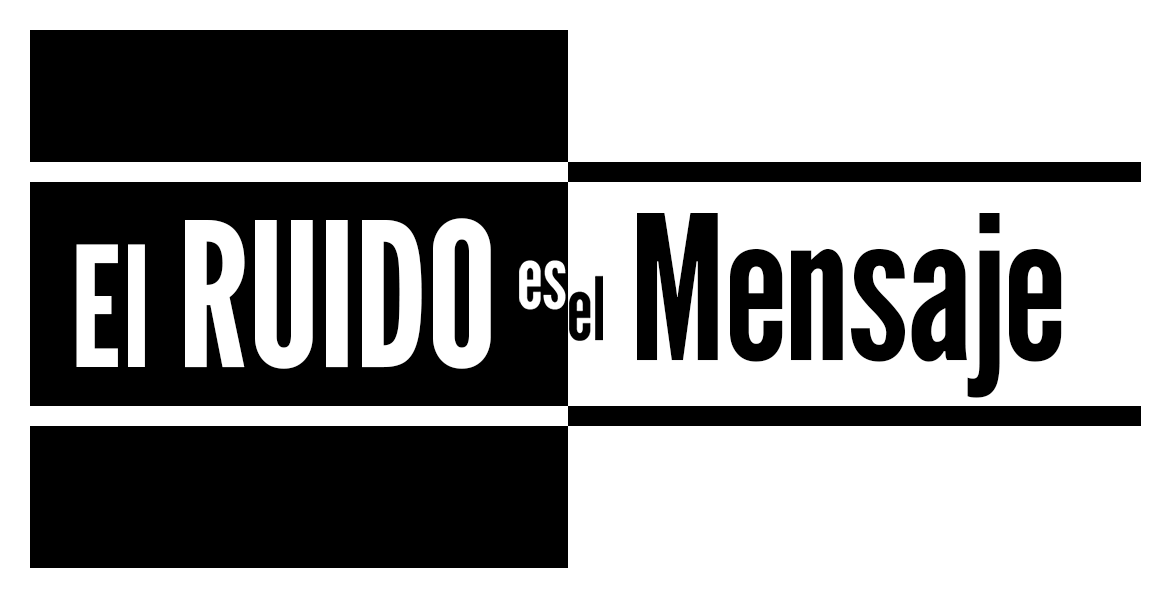
Isologo 2024
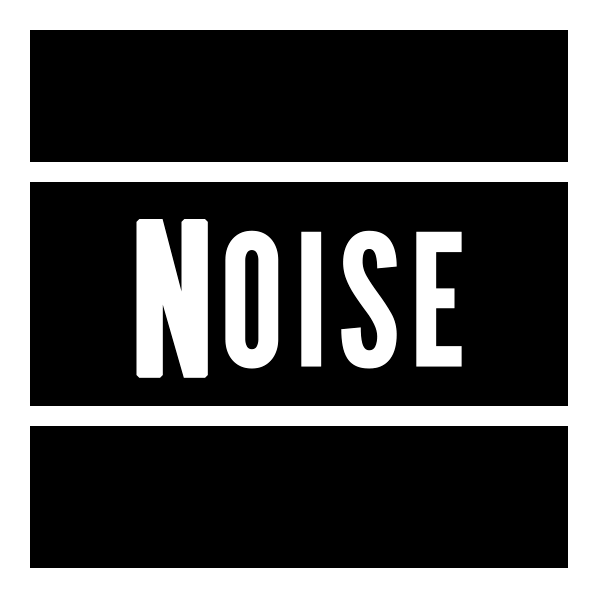
Isologo 2024 en Ingles

## Emisión
El RUIDO es el Mensaje actualmente se transmite por radio, en el 88.7 FM La TRIBU, en CABA, desde 2024. Por 98.1 PLAY FM de Marcos Juárez, Córdoba, en Argentina, así como en sus versiones en línea. También en formato streaming/pódcast. En su versión digital, se transmite por Radio Carbono, La Pampa; en Eterogenia Online, la radio del Centro Cultural España Córdoba. En Chile, se transmite por Radio Tsonami; en Colombia por Radiolibre; en Italia, por Radioarte.it; también puede escucharse a través de la plataforma MUSEXPLAT. En 2023 se emite el último ciclo en Radio Universidad Rosario, también ocurre lo mismo con las emisiones mensuales por Tesla FM, Barcelona, España. También se transmitió por Radio Rueda.

## Reconocimientos
En 2011, en su fase inicial del proyecto, recibió el aval de la Secretaria de Cultura de la Ciudad de Rosario. En 2024 el Honorable Consejo Deliberante de la ciudad de Marcos Juárez, Córdoba, a través del Decreto Nº 1112 declaró de INTERÉS CULTURAL el proyecto denominado El RUIDO es el Mensaje, dado y aprobado en la sala de sesiones el 1 de Agosto del mencionado año.

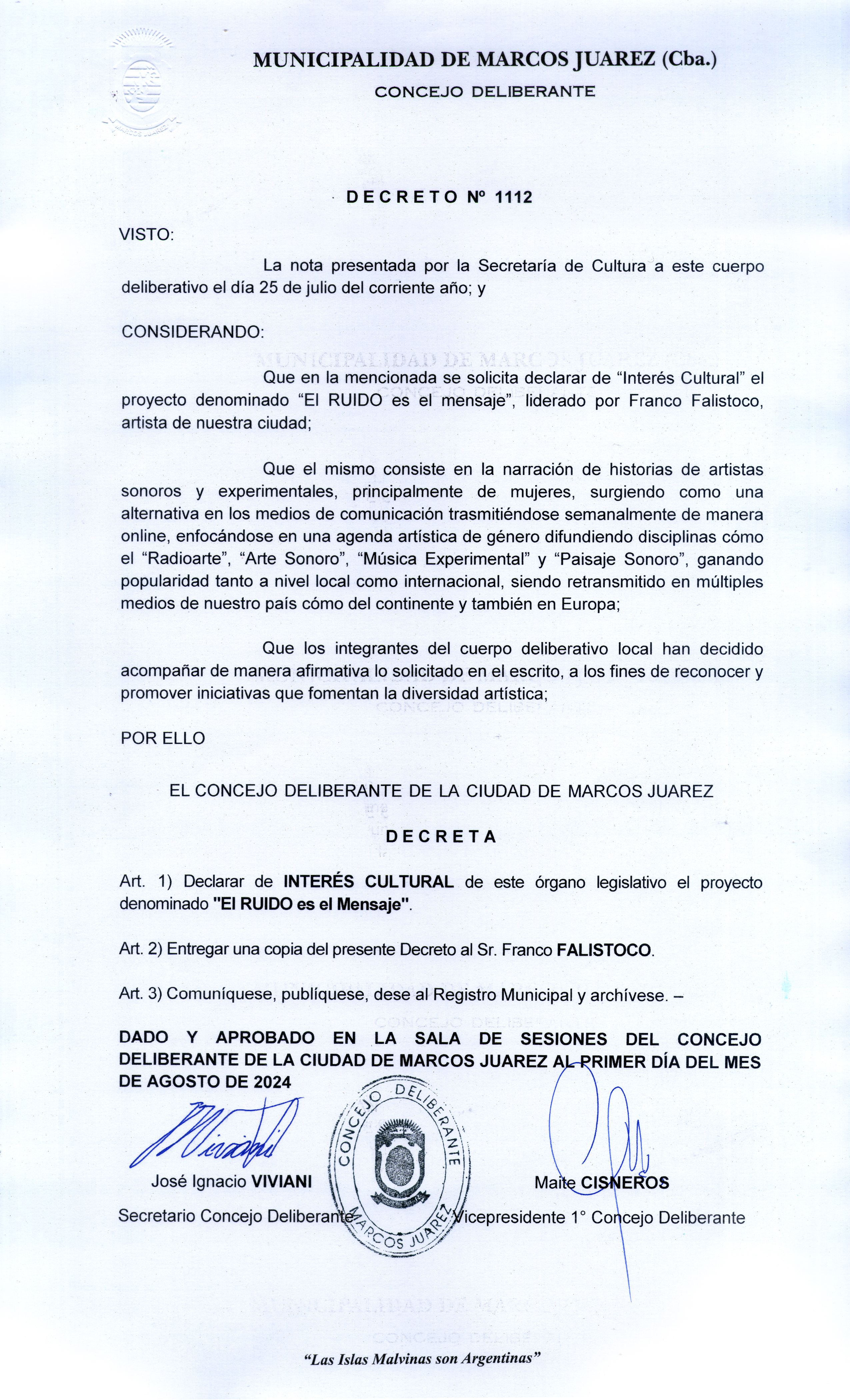